# Marion Herdan
Marion Marga Herdan (* 20. Oktober 1958 in Kiel) ist eine schleswig-holsteinische Politikerin (CDU) und war 2017 kurzzeitig Abgeordnete des Deutschen Bundestages.

## Ausbildung und Beruf
Marion Herdan, geborene Pflüger, machte nach dem Abitur an der Ricarda-Huch-Schule in Kiel 1977 bis 1981 eine Ausbildung zur Rechtsanwalts- und Notarfachangestellten und arbeitete seit 1986 in der Anwaltskanzlei des Ehemannes.
Marion Herdan ist evangelisch, verheiratet und hat zwei Söhne.

## Politik
Marion Herdan ist Mitglied der CDU und in der Partei in verschiedenen Vorstandsämtern aktiv. So war sie seit 2000 Vorstandsmitglied der CDU Molfsee, seit 2002 Vorstandsmitglied der CDU Rendsburg-Eckernförde und seit 2008 stellvertretende Vorsitzende der CDU Rendsburg-Eckernförde und stellvertretende Vorsitzende der CDU Molfsee.
Kommunalpolitisch war sie für ihre Partei von 1998 bis 2010 Gemeindevertreterin in Molfsee, Mitglied im Amtsausschuss und zweite stellvertretende Amtsvorsteherin. Außerdem ist sie seit 2003 Kreistagsabgeordnete in Rendsburg-Eckernförde. Als Folge des neuen Wahlkreiszuschnittes zur Landtagswahl in Rendsburg-Eckernförde wurde die Anzahl der Abgeordneten von vier auf drei reduziert. Bei der Abstimmung zur Aufstellung des Direktkandidaten konnte sich Herdan jedoch nicht durchsetzen und verlor gegen den Angestellten bei der Landgesellschaft, Hauke Göttsch.
2009 wurde sie in den Schleswig-Holsteinischen Landtag gewählt und war dort Mitglied im Bildungsausschuss. Ihr Mandat endete am 6. Mai 2012.
Am 28. Juni 2017 rückte sie in den Deutschen Bundestag nach, dem sie bis zum Ende der Legislaturperiode angehörte.